# Alpecin-Deceuninck Development Team
Alpecin-Deceuninck Development Team is een Belgische continentale wielerploeg die dient als opleidingsploeg van Alpecin-Deceuninck.

## Geschiedenis
De ploeg werd opgericht in 2021 als Alpecin-Fenix Development Team met een continentale licentie en als opleidingsploeg. In de ploeg werden er verschillende veldrijders ondergebracht voor een programma op de weg. Verder werd deze aangevuld met talentvolle renners of oudere renners die zonder ploeg kwamen te zitten. Daarnaast krijgt de winnaar van Zwift Academy ook een kans binnen de ploeg.

## Ploegnamen
| Jaar            | Naam                                                               | UCI-code |
| --------------- | ------------------------------------------------------------------ | -------- |
| 2021-2022 2022- | Alpecin-Fenix Development Team Alpecin-Deceuninck Development Team | AFD ADD  |

## Renners
| Voormalig Antoine Benoist (2021) Samuel Gaze (2021) Lubomir Petruš (2021) Loris Rouiller (2021) Diether Sweeck (2021) Guillaume Van Keirsbulck (2021) Ayco Bastiaens (2021-2023) Ryan Cortjens (2021-2023) Mees Hendrikx (2021-2023) Timo Kielich (2021-2023) Simon Dehairs (2021-2024) Mathis Avondts (2022) Nicola Conci (2022) Jason Osborne (2022) Henri Uhlig (2022-2023) Alex Bogna (2022-2024) Emiel Verstrynge (2022-2024) Axel Laurance (2023) David van der Poel (2023) Luca Vergallito (2023) Marceli Bogusławski (2023-2024) Ramses Debruyne (2024) Tibor Del Grosso (2024) Louis Kitzki (2024-2025) | 2025 Lennert Belmans (2021-) Niels Vandeputte (2021-) Jente Michels (2022-) Toon Vandebosch (2022-) Joran Wyseure (2022-) Aaron Dockx (2023-) Witse Meeussen (2023-) Siebe Roesems (2023-) Laurens Sweeck (2023-) Ryan Kamp (2024-) Cameron Mason (2024-) Sente Sentjens (2024-) Guus van den Eijnden (2024-) Timo Behrens (2025-) Aless De Bock (2025-) Noah Ramsay (2025-) Senna Remijn (2025-) Nio Vandevorst (2025-) Stefano Viezzi (2025-) |

## Overwinningen
2021
5e etappe Ronde van Bulgarije: Timo Kielich
2022
1e etappe Alpes Isère Tour: Henri Uhlig
1e etappe (deel B) Koers van de Olympische Solidariteit: Simon Dehairs
2e etappe Koers van de Olympische Solidariteit: Timo Kielich
Eindklassement Koers van de Olympische Solidariteit: Timo Kielich
Eindklassement Giro della Regione Friuli Venezia Giulia: Emiel Verstrynge
2023
1e etappe Circuit des Ardennes: Axel Laurance
5e etappe Le Tour de Bretagne Cycliste: Jakub Mareczko
1e en 2e etappe Ronde van Opper-Oostenrijk: Timo Kielich
3e etappe Ronde van Opper-Oostenrijk: Luca Vergallito
Eindklassement Ronde van Opper-Oostenrijk: Luca Vergallito
Proloog Tour du Pays de Montbéliard: Marceli Bogusławski
2e etappe Tour du Pays de Montbéliard: Laurens Sweeck
4e etappe Koers van de Olympische Solidariteit: Marceli Bogusławski
4b etappe Sibiu Cycling Tour: Marceli Bogusławski
4e etappe Ronde van de Elzas: Axel Laurance
2e etappe Baltic Chain Tour: Henri Uhlig
3e etappe Giro della Regione Friuli Venezia Giulia: Luca Vergallito
2024
3e etappe Olympia's Tour: Simon Dehairs
2e en 3e etappe Ronde van Loir-et-Cher: Simon Dehairs
Grote Prijs van New York City: Tibor del Grosso
Proloog Ronde van Opper-Oostenrijk: Tibor del Grosso
2e etappe Ronde van Opper-Oostenrijk: Aaron Dockx
SD WORX BW Classic: Laurens Sweeck
3e etappe Kreiz Breizh Elites: Niels Vandeputte
2e etappe Giro della Regione Friuli Venezia Giulia: Aaron Dockx
GP Rik Van Looy: Simon Dehairs
Grand Prix Cerami: Sente Sentjens
2025
Youngster Coast Challenge: Sente Sentjens
Omloop van het Waasland: Jensen Plowright
Jongerenklasement Ronde van Opper-Oostenrijk: Aaron Dockx
1e etappe (deel A) Koers van de Olympische Solidariteit: Sente Sentjens
Ploegenklassement Kreiz Breizh Elites: (Kamp, Ramsay, Sweeck, v.d. Eijnden, Vandebosch, Vandeputte)

### Nationale kampioenschappen
2023
 Belgisch kampioenschap op de weg, beloften: Simon Dehairs
2024
 Nederlands kampioen op de weg, beloften: Tibor del Grosso
 Belgisch kampioen op de weg, beloften: Sente Sentjens